# 룸 투 리드
룸 투 리드(영어: Room to Read)는 개발 도상국 교육의 문해와 양성평등 문제를 해결하기 위해 만들어진 비영리 단체이다.
룸 투 리드는 남아프리카공화국, 네팔, 라오스, 방글라데시, 베트남, 스리랑카, 인도, 잠비아, 캄보디아, 탄자니아에게 서비스를 제공하고 있다.

## 업적
룸 투 리드는 2000에 설립된 이후, 개발 도상국에 사는 6백만 명이 넘는 어린이들에게 많은 도움을 주었다. (이하 2011년 10월 기준.)
- 1,450여 곳의 학교를 축조함.
- 12,522여 곳의 도서관을 세움.
- 591권의 현지의 언어로 된 제목을 붙인 책을 출간함.
- 천만 권이 넘는 책을 어린이들에게 기부함.
- 13,662명의 여학생들에게 장학금을 수여함.